# It Would Be So Nice
It Would Be So Nice — четвертий у Великій Британії сингл гурту Pink Floyd. На другій стороні синглу — композиція «Julia Dream».

## Про композицію
«It Would Be So Nice» була написана Річардом Райтом і видана 12 квітня 1968, це перша композиція, записана групою Pink Floyd в новому складі — після заміни Сіда Барретта Девідом Гілмором. Пізніше Роджер Уотерс і Нік Мейсон вельми негативно оцінили цю пісню. Проте «It Would Be So Nice» з'явилася на збірниках «The Best of the Pink Floyd» (1970) і «Masters of Rock» (1974).

## Учасники запису
- Річард Райт — клавішні, фарфіса орган, мелотрон, блокфлейта, вокал;

- Девід Гілмор — ритм-гітара, акустична гітара, вокал;

- Роджер Уотерс — бас-гітара, бек-вокал;

- Нік Мейсон — ударні.